# Agdistopis halieutica
Agdistopis halieutica là một loài bướm đêm thuộc họ Pterophoridae. Nó được tìm thấy ở Úc (Lãnh thổ Bắc Úc và Queensland) và New Guinea đến Fiji.
Ấu trùng loài năn ăn quả của loài Secamone elliptica.